# 55e brigade d'artillerie
La 55e brigade d'artillerie, de son nom complet 55e brigade séparée d'artillerie « Sitch zaporogue » (en ukrainien : 55-та окрема артилерійська бригада «Запорізька Січ» (55-ta okrema artyleriïska bryhada « Zaporizka Sitch »), abrégé en 55 ОАБр ; numéro d'unité militaire А1978), est une grande unité des troupes d'artillerie des Forces terrestres ukrainiennes.
Basée en temps de paix à Zaporijjia, il s'agit d'une des plus anciennes formations d'artillerie d'Ukraine.

## Historique

### Ancienne unité soviétique
La filiation de l'unité remonte à la Seconde Guerre mondiale. Le 30 décembre 1942, est créée dans le district militaire de l'Oural la 16e division d'artillerie de rupture de l'Armée rouge. La notion d'artillerie de rupture (ru) fait référence à de grandes unités d'appui feu réalisant une puissante préparation d'artillerie (avec obusiers, lance-roquettes multiples et mortiers). Elles concentrent leurs feux sur une portion du front, bouleversant les retranchements adverses, pour que les unités d'assaut puissent réaliser leur percée. La division, qui participe aux principales offensives soviétiques de la fin de la guerre, reçoit les titres honorifiques « de Budapest », ainsi que les ordres du Drapeau rouge, de Bogdan Khmelnitski et d'Alexandre Nevski.
Après la guerre, la division est affectée dans la caserne de l'ancien 90e régiment de fusiliers à Zaporijjia. À la fin des années 1950, ne reste qu'une seule de ses brigades, la 52e brigade d'artillerie (52-я артиллерийская бригада). En 1973, celle-ci devient la 55e division d'artillerie. À la fin de la guerre froide, elle est composée de cinq régiments : le 701e est armé avec 48 obusiers D-30 de calibre 122 mm, le 707e dispose de 48 obusiers D-20 de calibre 152 mm, le 738e aligne 48 obusiers 2A36 de calibre 152 mm, le 371e a 48 lance-roquettes multiples 9A52 Smertch et le 751e des canons antichars MT-12 Rapira.

### Devenue ukrainienne
Les hommes de la division prêtent serment d'allégeance à l'Ukraine le 19 janvier 1992 et l'unité est affectée au 6e corps d'armée. En octobre 2005, l'unité est amalgamée avec le 20e régiment d'artillerie pour former la 55e brigade d'artillerie. Le 22 juillet 2010, la brigade est autorisée à compléter sa titulature du nom de Vasily Petrov (uk) (en russe : Василий Петров ; en ukrainien : Васи́ль Петро́в) : artilleur soviétique russophone natif d'Ukraine, il perd ses deux mains en octobre 1943 dans les combats sur le Dniepr ; décoré deux fois de la médaille d'héros de l'Union soviétique, il retourne au combat, participant notamment à l'offensive Vistule-Oder ; en 1992 il fait le choix de servir dans l'Armée ukrainienne et termine sa carrière avec le grade de colonel-général, décédant en 2003.
En avril 2014, des batteries de la 55e brigade sont déployées dans le Donbass en soutien des groupements tactiques. Le 24 août 2015, à l'occasion de l'anniversaire de l'indépendance ukrainienne, le président Porochenko a remis à la brigade son nouveau drapeau avec le ruban Pour le Courage et la Bravoure (la fourragère verte) qui venait d'être institué. En novembre 2015, dans le cadre de la décommunisation, toutes les références soviétiques sont retirées de la titulature de l'unité. En août 2018, le nom de Vasyl Petrov est remplacé par la mention « Sitch zaporogue », une référence plus spécifiquement ukrainienne.

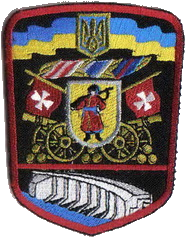
Écusson de 2009, portant notamment sous le faucon ukrainien les rubans hérités de la période soviétique, ainsi que le barrage du Dniepr (bâtiment emblématique de Zaporijjia).
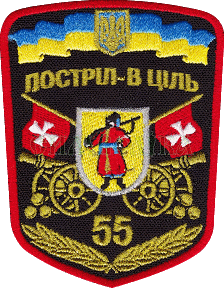
Écusson de 2015, modifié en application des décrets de décommunisation ; ont été conservés le cosaque symbole de l'oblast de Zaporijjia, ainsi que le drapeau rouge à croix blanche de la Sitch zaporogue.

### Invasion de l'Ukraine
En février 2022, au début de l'invasion de l'Ukraine par la Russie, la 55e brigade d'artillerie est engagée au combat dans l'oblast de Donetsk ; sa 2e division se retrouvant rapidement isolée dans la poche de Marioupol. En mai 2022, le commandant de la brigade, le colonel Roman Kachour, a reçu la médaille de héros de l'Ukraine. À partir de mai 2022, le personnel de la brigade bénéficie de formations en France, en Allemagne, en Pologne et en Slovaquie. C'est la première unité à recevoir des systèmes occidentaux d'artillerie lourde. La brigade obtient dès mai 2022 des pièces : canons automoteurs CAESAR donnés par la France, un nombre « significatif » d'obusiers M777 américains employés au combat, 24 annoncés en janvier 2023, ainsi que des 2S22 Bohdana ukrainiens. Des vidéos postées montrent l'efficacité des CAESAR utilisés par la brigade, qui se dit « très satisfaite ». On annonce près de 80 blindés russes détruits au 30 juin 2022 par leurs tirs ; dont une frappe meurtrière à une distance de 22,1 km, la salve ayant détruit plusieurs blindés, hommes, camions de munitions en moins de 45 secondes a été documentée.
Deux CAESAR et un 2S22 sont employés pour frapper l'île des Serpents occupée par des unités russes, tirant des centaines d'obus fin juin 2022 pendant cinq jours jusqu'au retrait des forces russes. En novembre 2022, la brigade participe aux combats permettant la reprise de Kherson. Elle est félicitée par le président Zelensky pour sa bravoure sur le champ de bataille. Fin janvier 2023, la brigade couvre un segment du front long de 150 kilomètres à travers le Donbass.
Elle est engagée dans la bataille d'Avdiïvka dans l'oblast de Donetsk.
Sur les 18 CAESAr fournis en janvier 2023, un est hors d'usage, 12 autres ont été promis par la France à cette date. En juillet 2023, la brigade reçoit la distinction Pour le Courage et la Bravoure (la fourragère bleue). En août et septembre 2023, les unités de la brigade sont localisées un peu en arrière du front, au nord-est de Velyka Novossilka, oblast de Donetsk, appuyant de leurs tirs l'attaque le long de la rivière Mokri Yaly en direction de Staromlynivka (uk).
En octobre 2023, la brigade intervient en appui défensif à proximité d'Avdiïvka.

## Structure

### Ordre de bataille
.
En novembre 2024, la structure connue de la brigade est la suivante :

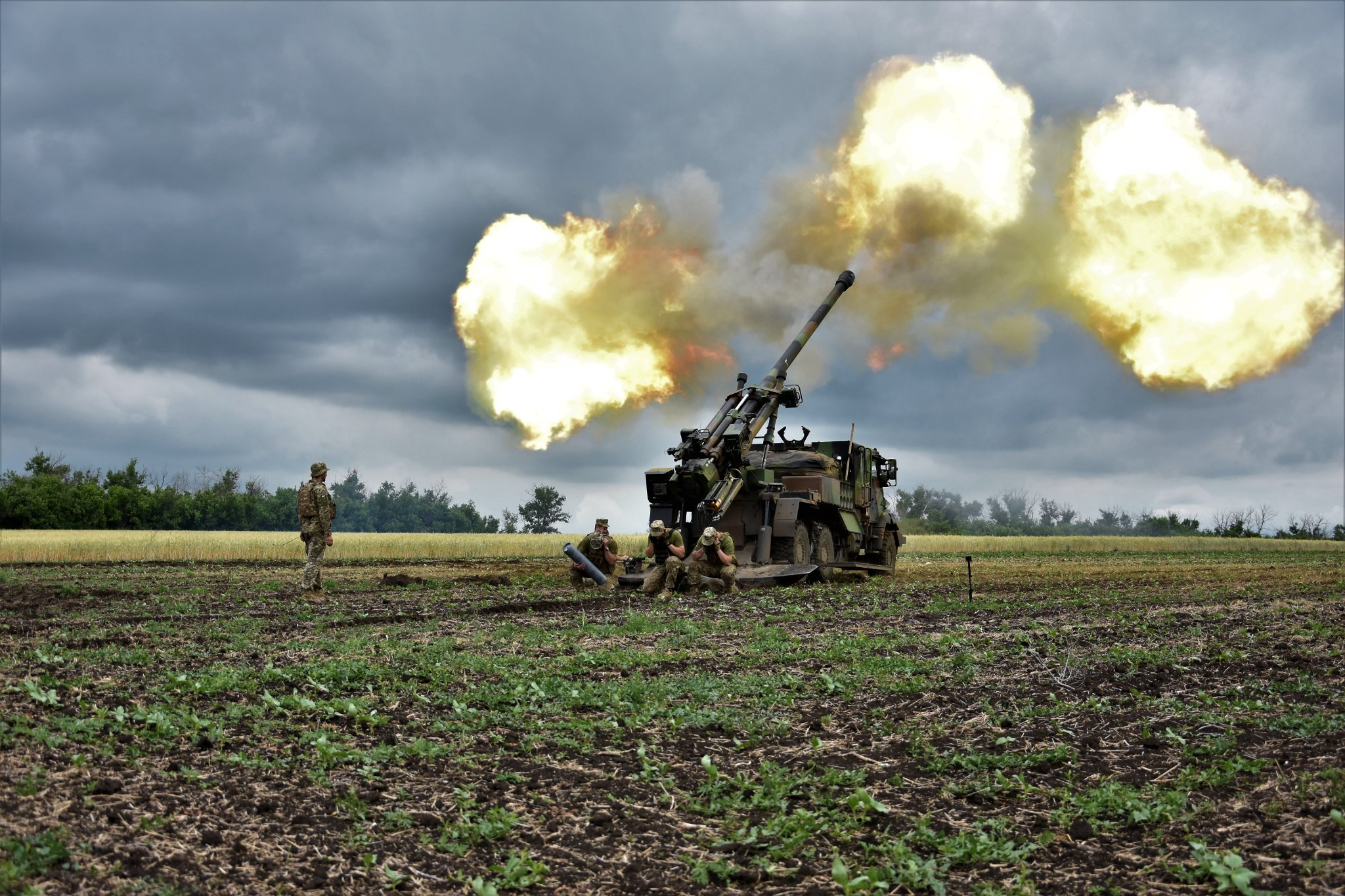
Tir d'un CAESAr de la 55e, peint avec un camouflage Centre-Europe, le 1 8 2022.

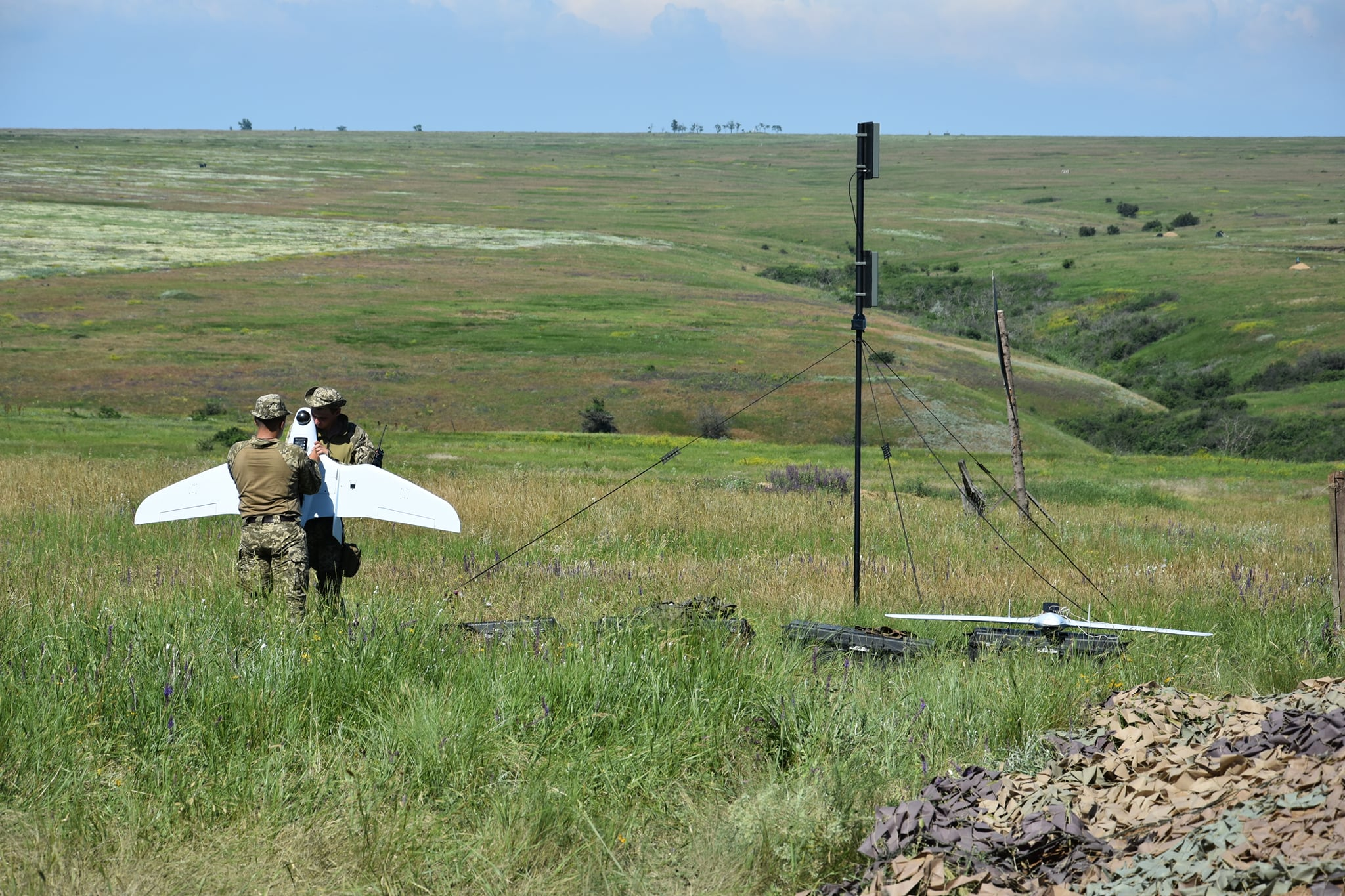
Drone A1-SM Furia de la 55e.

- État-major de la brigade ;
  - 
    -  Compagnie de protection du QG ;
    -  unité de recrutement[16] ;

  -  1er bataillon d'artillerie
  -  2e bataillon d'artillerie
  -  3e bataillon d'artillerie
  -  4e bataillon d'artillerie
  -  bataillon d'artillerie antichar (avec des canons MT-12 Rapira) ;
  -  bataillon de reconnaissance d'artillerie
  -  compagnie de Génie
  -  compagnie de maintenance  (entretien et réparation) ;
  -  compagnie de logistique
  -  compagnie de transmission
  -  compagnie de guerre électronique (radar)
  -  compagnie médicale  (soins et évacuation)
  -  compagnie de protection NRBC

### Matériel
Dès le printemps 2022, les obusiers tractés 2A36 Guiatsint-B (« jacynthe ») ainsi que 2A65 Msta-B (en référence à la rivière Msta), tous les deux de calibre 152,4 mm et de fabrication soviétique, ont été complétés par des canons automoteurs CAESAR, au calibre 155 mm et de fabrication française, ces derniers équipant désormais une des quatre divisions de la brigade (avec 18 tubes).

canons CAESAR et servants de l'unité d'artillerie automotrice de la dans le Donbass en 2024
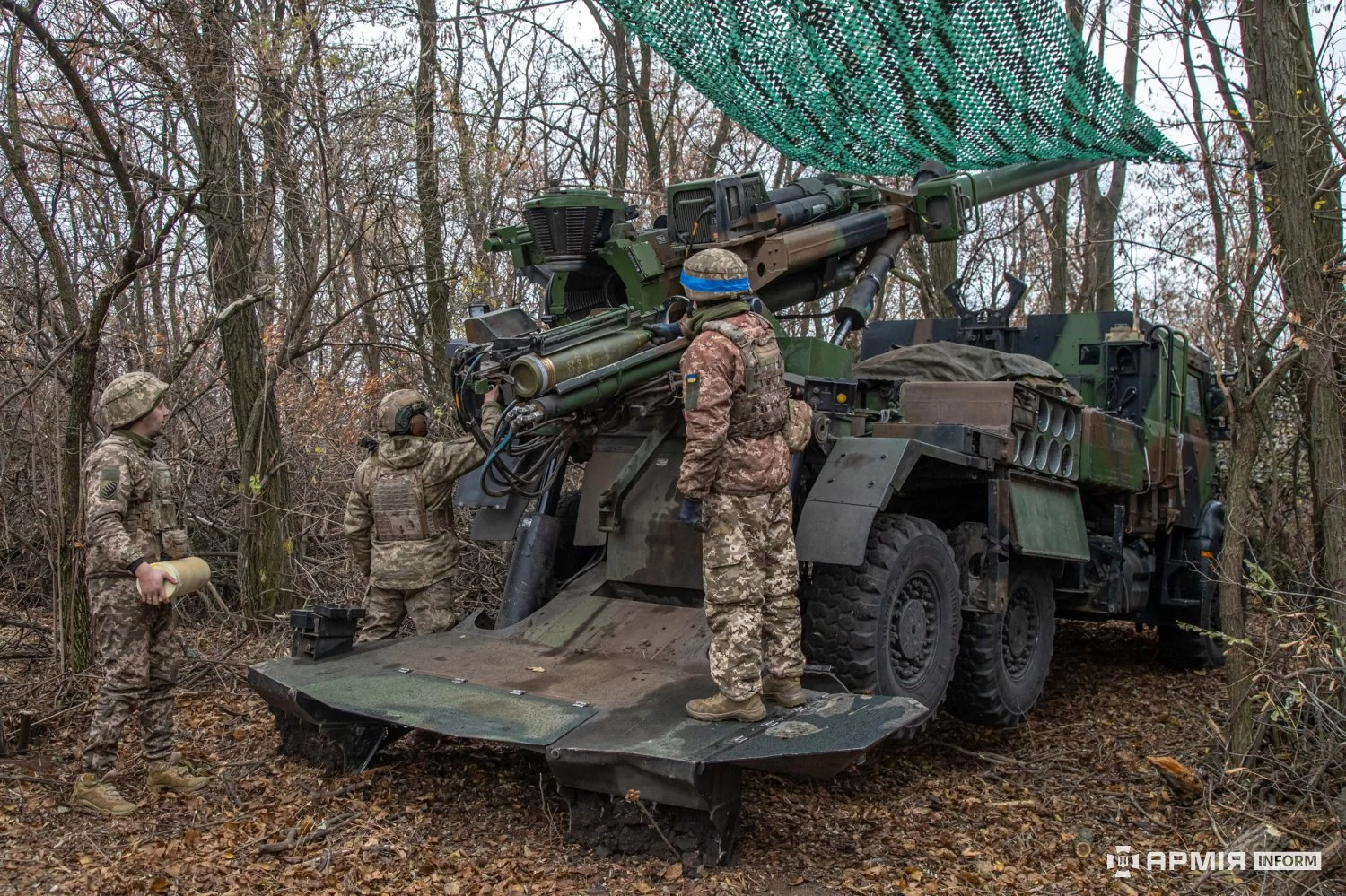
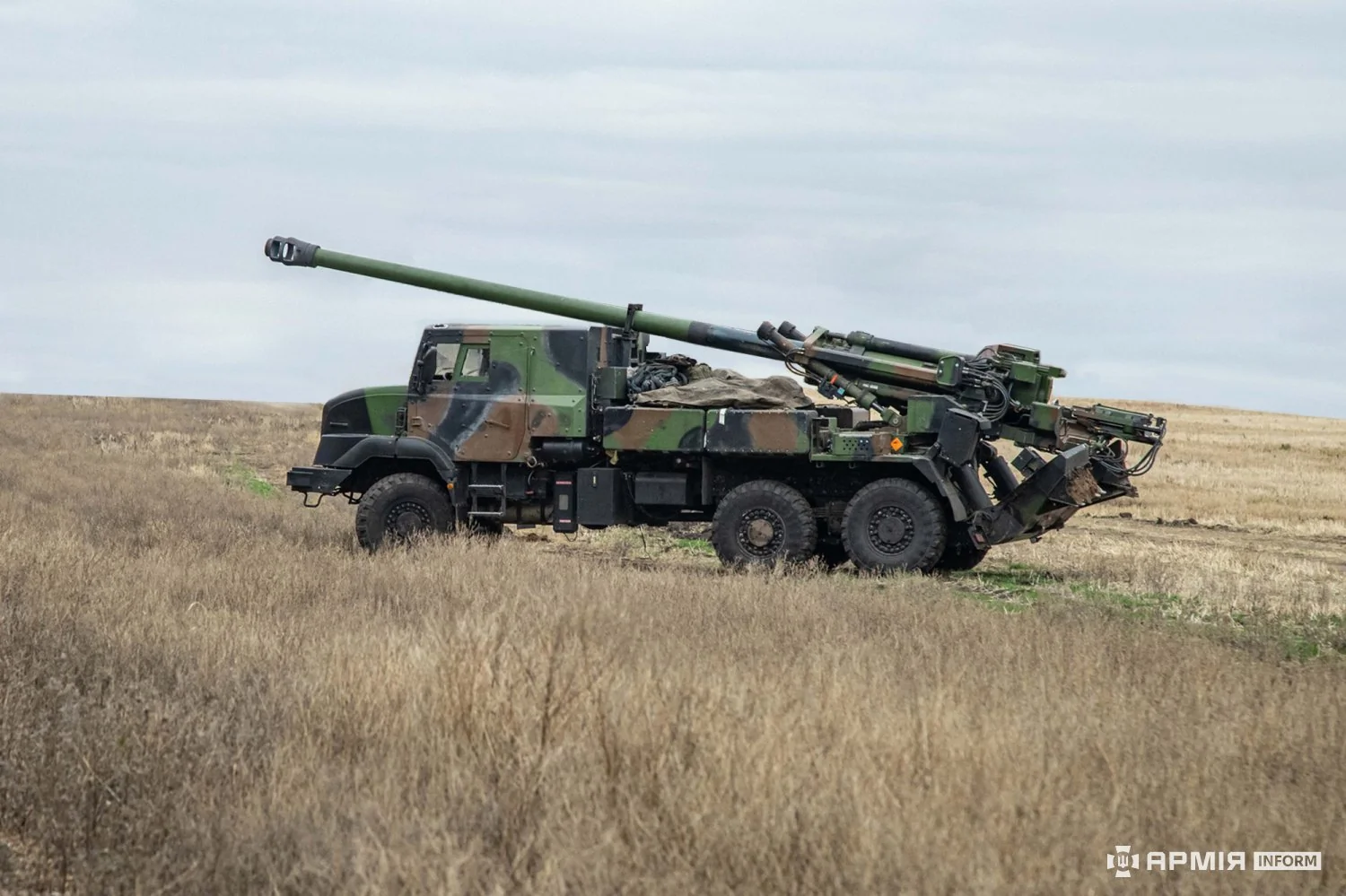
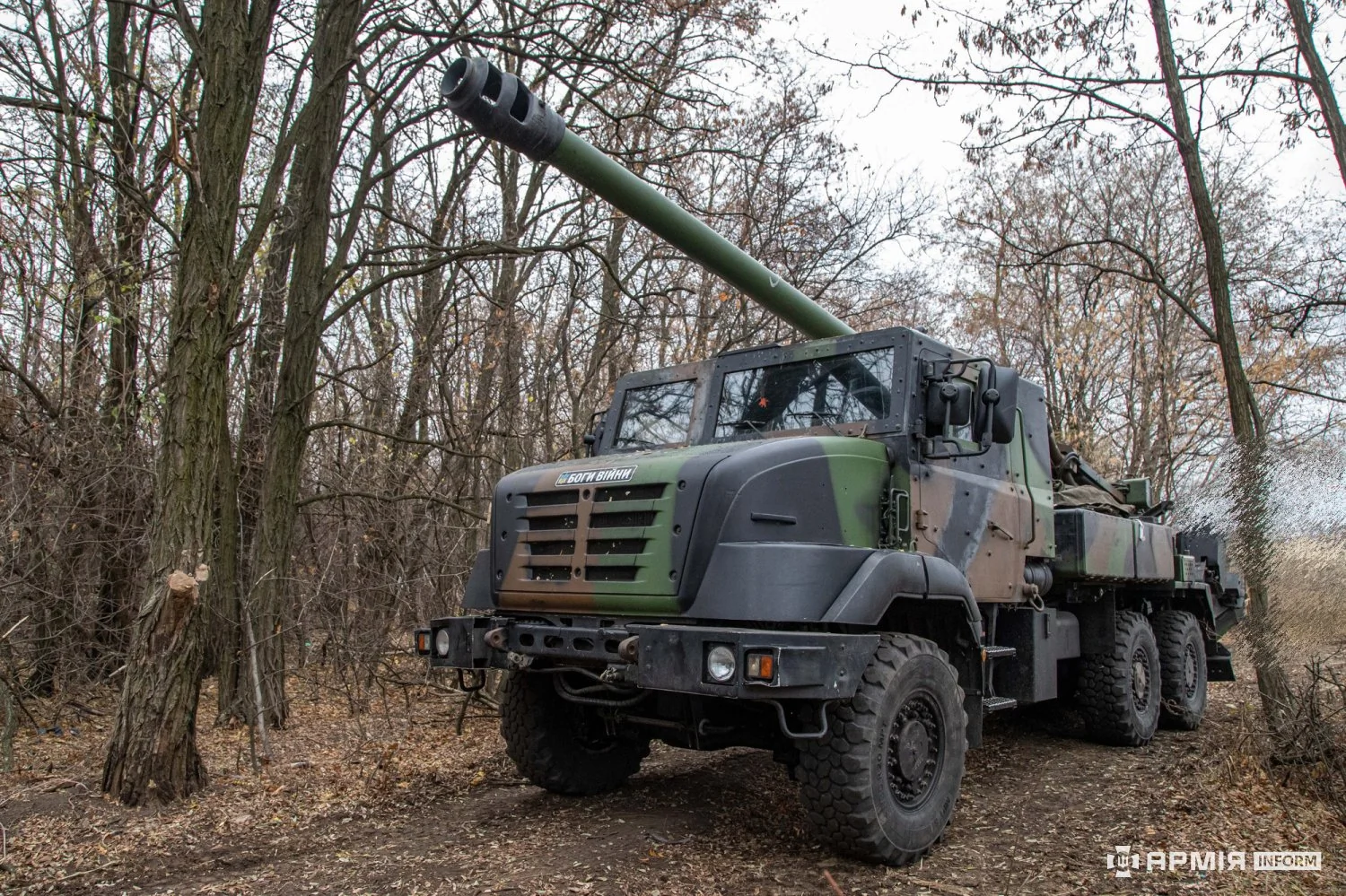
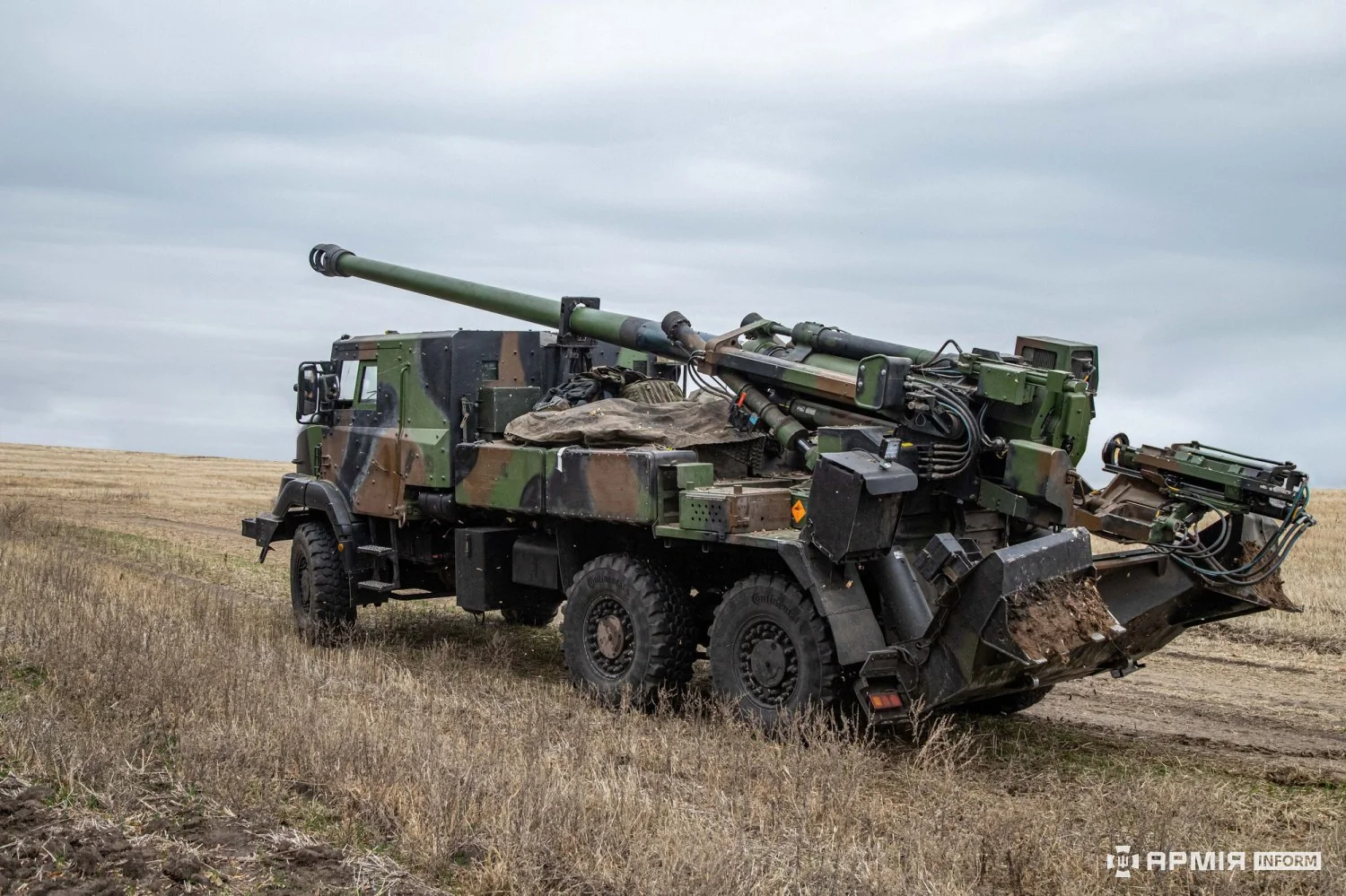
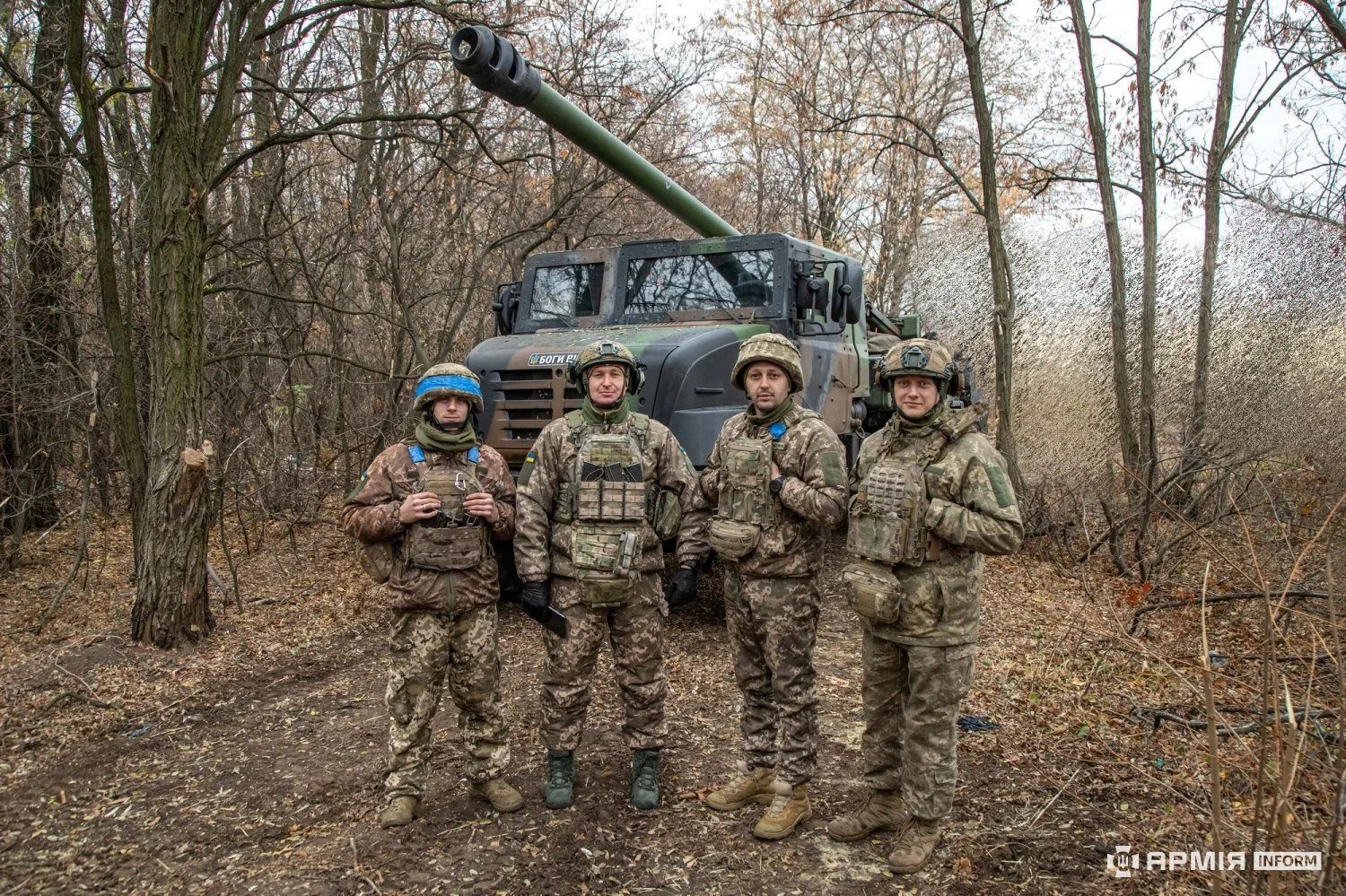

- canons CAESAR et servants de l'unité d'artillerie automotrice de la 55e brigade dans le Donbass en 2024

## Traditions

### Écussons et symbolique
Description de l'écusson :

Écusson d'arme de la brigade en 2024.

Écusson de combat de la brigade en 2024.

- écusson d'arme : taillé émanché flammé de gueules et de sable, à la filière d'or[18] ;
- écusson d'épaule de combat : même chose mais utilisation de couleurs désaturées pour des raisons de camouflage.

Symbolique des figures utilisées :
- les flammes symbolisent le feu de l'artillerie tombant du ciel[18]
- la couleur rouge représente le sang des combattants pour la liberté et l'indépendance de l'Ukraine, et la couleur noire symbolise la terre ukrainienne. Entre les XVIe et XVIIIe siècles, les cosaques du Sitch zaporogue arborent des bannières rouge et noire en même temps que des bannières jaune et bleue. Puis, en 1916, les membres de l'ordre « Chevalerie de l'Éperon de Fer » utilisent un brassard rouge et noir frappé d'un éperon de cavalerie en même temps qu'une cocarde jaune et bleue. Toujours en 1916, l'organisation scoute ordre de l’Éperon de fer reprend les couleurs rouge et noire ainsi que l'éperon de cavalerie pour son écusson. Dans les années 20, l'organisation scoute ukrainophone de Galicie, alors en Pologne Les diables de la forêt (uk) (en ukrainien : Лісові чорти), utilise pour la première fois un drapeau rouge et noir et le cite dans leur chant scout de deux couplets « Hey hou, hey ha » (en ukrainien : Гей гу, гей га). En 1929, l'OUN reprend la chanson en remplaçant « rouge et noir » par « jaune et bleu » pour correspondre à son drapeau, en y ajoutant des couplets révolutionnaires. En 1938, à la suite de la scission de l'OUN, l'organisation de Bandera, pour se distinguer de l'OUN-M qui a conservé le drapeau jaune et bleu, adopte le drapeau rouge et noir frappé du logo de l'OUN et réintroduit « rouge et noir » dans la chanson désormais révolutionnaire Hey hou, hey ha (uk). Depuis, le drapeau rouge et noir est le symbole de la résistance ukrainienne, quelle que soit la couleur politique de l'organisation qui est indiquée par le logo ou l'insigne au centre du drapeau. Les drapeaux de motivation de l'armée ukrainienne sont soit rouge et noir, soit bleu et jaune frappés de l'insigne de l'unité[19],[20],[21],[22]. La couleur rouge est aussi la couleur des troupes d'artillerie[18].
- l'or symbolise la puissance et la noblesse des artilleurs[18].

### lien externe
- (uk) « Page de la 55e brigade », sur facebook.com.